# Hylomyscus alleni
Hylomyscus alleni es una especie de roedor de la familia Muridae.

## Distribución geográfica
Se encuentra en Angola, Benín, República del Congo, Costa de Marfil, Guinea Ecuatorial (Río Muni), Gabón, Ghana, Guinea, Liberia, Nigeria, Sierra Leona, Togo, y posiblemente, República Democrática del Congo.

## Hábitat
Su hábitat natural es: Clima tropical o subtropical, bosques áridos, y montañas húmedas.